# Макурин, Антон Юрьевич
Анто́н Ю́рьевич Маку́рин (род. 12 декабря 1994, Томск, Россия) — российский футболист, полузащитник клуба «Сибирь».

## Карьера
Воспитанник клуба «Томь». В сезоне 2013/14 выступал за молодёжный состав томского клуба. На сезон 2014/15 был заявлен за фарм-клуб команды — «Томь-2», выступавший в первенстве ПФЛ. В 24 матчах за команду в этом сезоне отметился тремя забитыми голами. Сезон 2015/16 также провёл в «Томи-2», где забил четыре гола в 23 матчах. 11 июля 2015 года в матче первенства ФНЛ против «Спартака-2» дебютировал в основном составе «Томи», выйдя на замену Кириллу Погребняку в концовке игры.
Сезон 2016/17 начал вновь в молодёжном составе «Томи», однако зимой был переведён в основной состав команды, после того как из-за финансовых проблем клуб покинуло большое количество футболистов. 11 марта 2017 года дебютировал в РФПЛ, выйдя на замену в матче против ЦСКА. 22 июня 2017 года продлил контракт с томским клубом на 2 года. Первый гол за основной состав забил 12 ноября 2017 года в ворота курского «Авангарда».
В августе 2019 года подписал контракт с клубом «Новосибирск», за который дебютировал 17 числа того же месяца, выйдя на замену в матче против «Сахалина». В конце марта 2023 года на собрании игроков клуба был выбран вице-капитаном команды, которым снова стал в июле 2025 года.

## Клубная статистика
| Выступление      | Выступление      | Выступление      | Лига | Лига | Кубки | Кубки | Еврокубки | Еврокубки | Прочие | Прочие | Итого | Итого |
| Клуб             | Лига             | Сезон            | Игры | Голы | Игры  | Голы  | Игры      | Голы      | Игры   | Голы   | Игры  | Голы  |
| ---------------- | ---------------- | ---------------- | ---- | ---- | ----- | ----- | --------- | --------- | ------ | ------ | ----- | ----- |
| → Томь-2         | ПФЛ              | 2014/15          | 24   | 3    | 0     | 0     | 0         | 0         | 0      | 0      | 24    | 3     |
| → Томь-2         | ПФЛ              | 2015/16          | 23   | 4    | 0     | 0     | 0         | 0         | 0      | 0      | 23    | 4     |
| → Томь-2         | Итого            | Итого            | 47   | 7    | 0     | 0     | 0         | 0         | 0      | 0      | 47    | 7     |
| Томь             | ФНЛ              | 2015/16          | 1    | 0    | 0     | 0     | 0         | 0         | 0      | 0      | 1     | 0     |
| Томь             | Премьер-лига     | 2016/17          | 6    | 0    | 0     | 0     | 0         | 0         | 0      | 0      | 6     | 0     |
| Томь             | ФНЛ              | 2017/18          | 32   | 1    | 2     | 0     | 0         | 0         | 0      | 0      | 34    | 1     |
| Томь             | ФНЛ              | 2018/19          | 19   | 1    | 1     | 0     | 0         | 0         | 1      | 0      | 21    | 1     |
| Томь             | Итого            | Итого            | 58   | 2    | 3     | 0     | 0         | 0         | 1      | 0      | 62    | 2     |
| Новосибирск      | ПФЛ              | 2019/20          | 9    | 0    | 0     | 0     | 0         | 0         | 0      | 0      | 9     | 0     |
| Новосибирск      | ПФЛ              | 2020/21          | 8    | 4    | 2     | 0     | 0         | 0         | 0      | 0      | 10    | 4     |
| Новосибирск      | Итого            | Итого            | 17   | 4    | 2     | 0     | 0         | 0         | 0      | 0      | 19    | 4     |
| Всего за карьеру | Всего за карьеру | Всего за карьеру | 122  | 13   | 5     | 0     | 0         | 0         | 1      | 0      | 128   | 13    |

## Достижения
- Бронзовый призёр Первой лиги (2): 2015/16, 2018/19
- Бронзовый призёр зоны «Восток» Второй лиги: 2019/20
- Бронзовый призёр группы «золото» дивизиона «А» Второй лиги: 2023/24

## Личная жизнь
10 января 2019 года женился на Дарье.